# مخطط كسر الخط
مخطط كسر الخط، المعروف أيضًا باسم مخطط كسر الخطوط الثلاثة، هو مؤشر تداول ياباني ومخطط يُستخدم لتحليل الأسواق المالية.  ابتُكرت هذه المخططات في اليابان، واستخدمها المتداولون لأكثر من 150 عامًا قبل أن يروج لها ستيف نيسون في كتابه "ما وراء الشموع".   يتكون المخطط من كتل أو أشرطة عمودية تُسمى "خطوط"، تشير إلى اتجاه السوق. 

## وظيفة
على غرار المخططات المالية الأخرى المُبتكرة في اليابان، مثل مخططات كاجي ومخططات رينكو، تتطور مخططات كسر الخط بشكل كبير بناءً على السعر وبدرجة أقل بناءً على الزمن.  تعتمد مخططات الشموع الأكثر شيوعًا على مقياس زمني موحد تمامًا حيث تتطور كل شمعة جديدة بعد فترة زمنية محددة.  ومع ذلك، على عكس الشموع اليابانية، فإن مخططات كسر الخط لا تحتوي أيضًا على "فتائل" على كل عمود أو خط حيث لا توجد قيم مرتفعة أو منخفضة. 

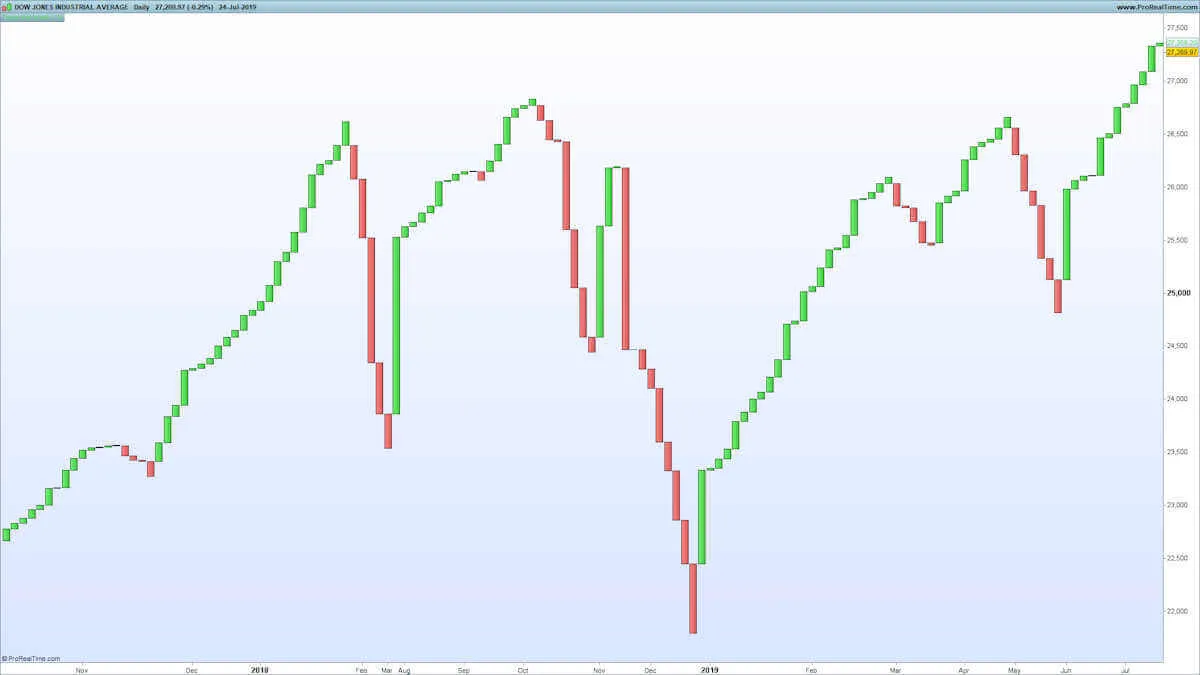
مخطط كسر الخط

تحتوي مخططات كسر الخط على "خط صاعد" و"خط هابط" يتم تمييزهما عادةً باستخدام ألوان مختلفة، على سبيل المثال، يُمثل الخط الصاعد بخط أخضر، ويُمثل الخط الهابط بخط أحمر.  يُضاف خط صاعد جديد عند تجاوز السعر المرتفع السابق عند إغلاق الرسم البياني الأساسي، ويُضاف خط هابط عند تجاوز السعر المنخفض السابق عند إغلاق الرسم البياني الأساسي.  إذا لم يُخترق السعر المرتفع السابق (في اتجاه صاعد) أو السعر المنخفض السابق (في اتجاه هابط) عند إغلاق الرسم البياني الأساسي، فلا يُضاف أي شيء إلى الرسم البياني. سعر الإغلاق هو ما يُحدد ما إذا كان السعر قد تجاوز السعر المرتفع السابق أم لا.  

### كسر الخطوط الثلاثة
النسخة الأكثر شيوعًا من مخططات كسر الخطوط هي مخطط "كسر الخطوط الثلاثة"، والذي يشير إلى أنه لكي يحدث انعكاس في السوق (خط جديد يتشكل في الاتجاه المعاكس للخطوط السابقة)، يجب أن يخترق السعر الخطوط الثلاثة السابقة أو يخترقها، وذلك حسب اتجاهها.  وهذا يضمن بالتالي أن انعكاس السوق (التحول من اتجاه هبوطي إلى اتجاه صعودي أو العكس) لا يتحدد إلا بحركة سعرية كبيرة.  

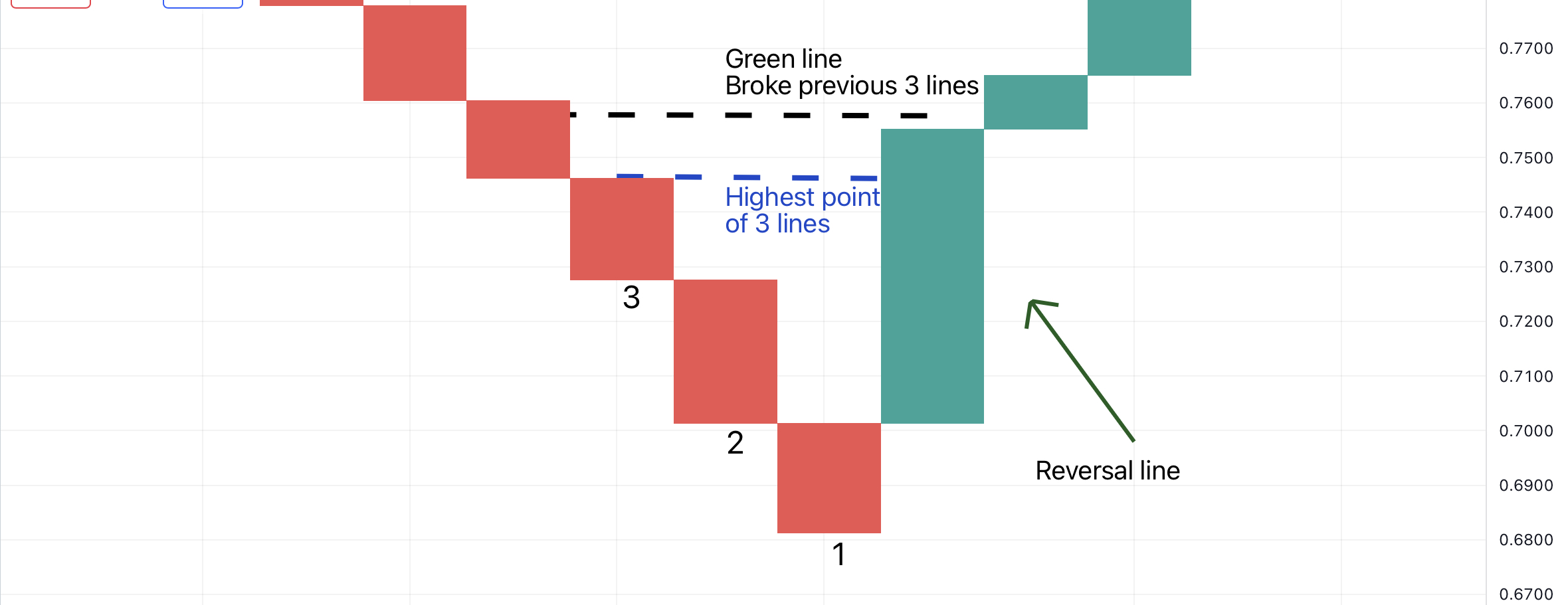
نمط الانعكاس على مخططات كسر الخط

يتم تأكيد الاتجاه بعد ثلاثة خطوط متتالية تسير في نفس الاتجاه.  على سبيل المثال، سيتم تأكيد الاتجاه الصعودي بمجرد تشكيل ثلاثة خطوط صاعدة متتالية.  يُظهر هذا أن كل خط جديد قد مدد الاتجاه وبالتالي يستمر السعر في نفس الاتجاه. 

### أشكال أخرى
يمكن تعديل مخططات كسر الخطوط وفقًا لاستراتيجية التداول، ويُعرف هذا بـ"تعديل الحساسية".  يتضمن تعديل الحساسية تغيير عدد الخطوط التي يتعين على السوق كسرها قبل رسم خط الانعكاس.  تسمح برامج الرسم البياني الحديثة (مثل ميتاتريدر 4 أو تريدنغ فيو) ببناء مخططات كسر الخط باستخدام أي عدد من الخطوط المطلوبة للانعكاسات.
يشير الرسم البياني الأقل شيوعًا لكسر خطين إلى انعكاس الاتجاه بعد كسر خطي الصعود أو الهبوط السابقين. تُستخدم الرسوم البيانية ذات الحساسية العالية مثل كسر خطين أو ثلاثة خطوط، عادةً من قِبل المتداولين قصيري الأجل الذين يبحثون عن انعكاسات صغيرة وسريعة في السوق. أما الرسوم البيانية ذات الحساسية المنخفضة، مثل كسر أربعة إلى عشرة خطوط، فتُستخدم عادةً من قِبل المتداولين طويلي الأجل الذين يستهدفون فقط تحركات السوق الرئيسية. 

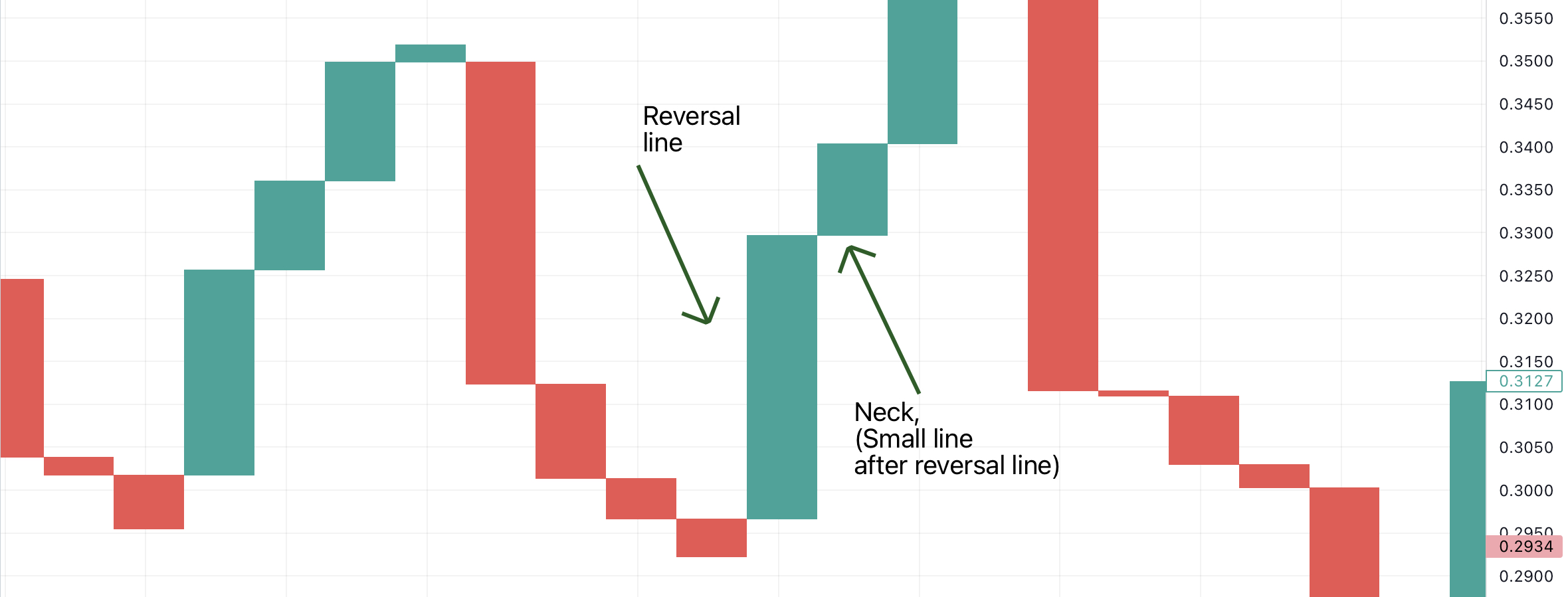
نمط الرقبة والسيناريو الذي يستخدم فيه

### أنماط
يُطلق على الخط القصير الهابط اسم الحذاء، ويُطلق على خط الانعكاس الصاعد (الخط الصاعد الذي كسر الخطوط الثلاثة الهابطة السابقة) اسم البدلة، ويُطلق على الخط القصير الصاعد الذي يظهر على الفور من خط الانعكاس الصاعد اسم الرقبة. 
في بعض الاستراتيجيات، يبحث المتداولون عن الرقبة كإشارة شراء حيث يشير الخط الصاعد بعد انعكاس السوق إلى أن الاتجاه قد تغير من اتجاه هبوطي إلى اتجاه صعودي مع كون الرقبة بمثابة "تأكيد صعودي" إضافي. 

## فهرس
- Nison، Steve (1994). Beyond Candlesticks. Wiley. ISBN:9780471007203.